# Moule à gaufres
« gaufrier » redirige ici.  Pour le terme de bande dessinée, voir gaufrier (bande dessinée).
Pour le militaire de fiction, voir Marc Lauré.

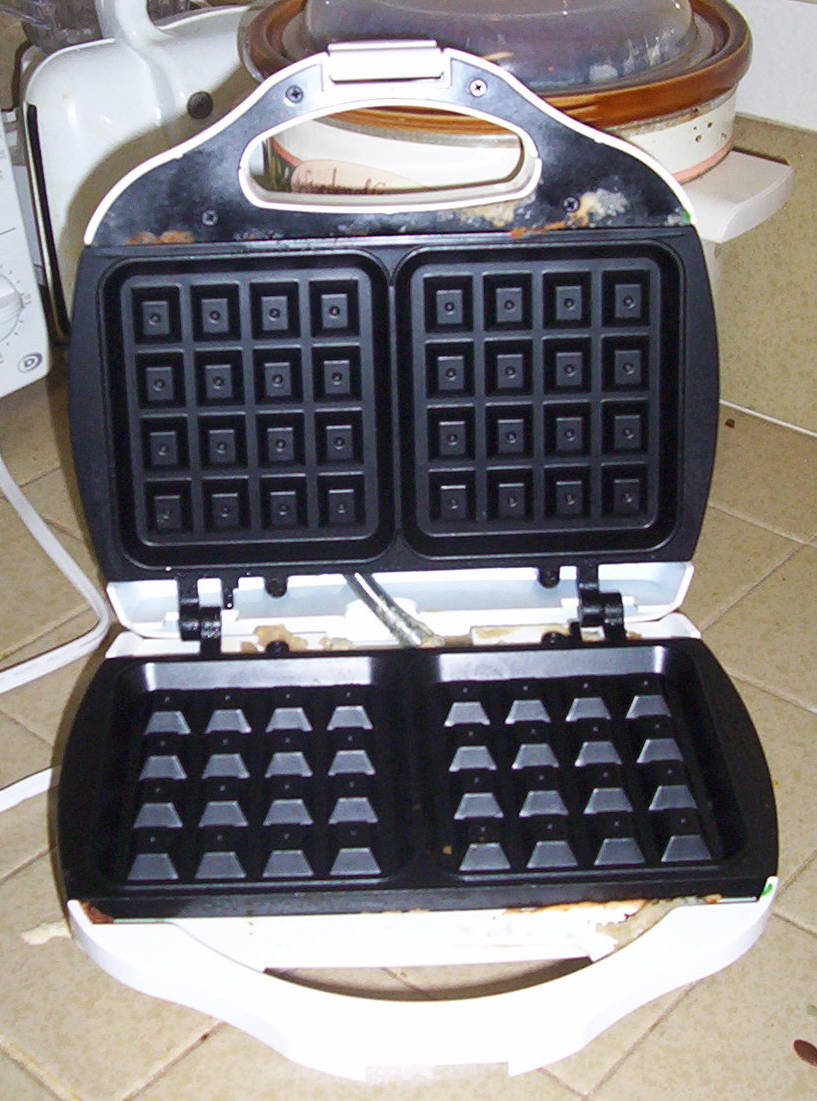
Moule à gaufres électrique.

Un moule à gaufres, dit aussi fer à gaufre ou gaufrier, est un ustensile domestique ou professionnel destiné à la préparation des gaufres. Il est constitué de deux plaques de métal articulées, entre lesquelles la pâte est placée, puis pressée pour être cuite. La face interne des plaques, sculptées ou moulées de motifs en creux, donne à la pâtisserie son décor et sa forme.

## Terminologie
Le moule s'est appelé, au fil du temps, challe, waffier, esimouère, moule à hostie, fer à gaufre, fer à oublie, moule à gaufre, moule à gaufrette, gauffrier et gaufrier.
C'est en effet le même type d'outil qui a longtemps servi pour la fabrication des hosties, oublies, gaufres et gaufrettes.

## Historique

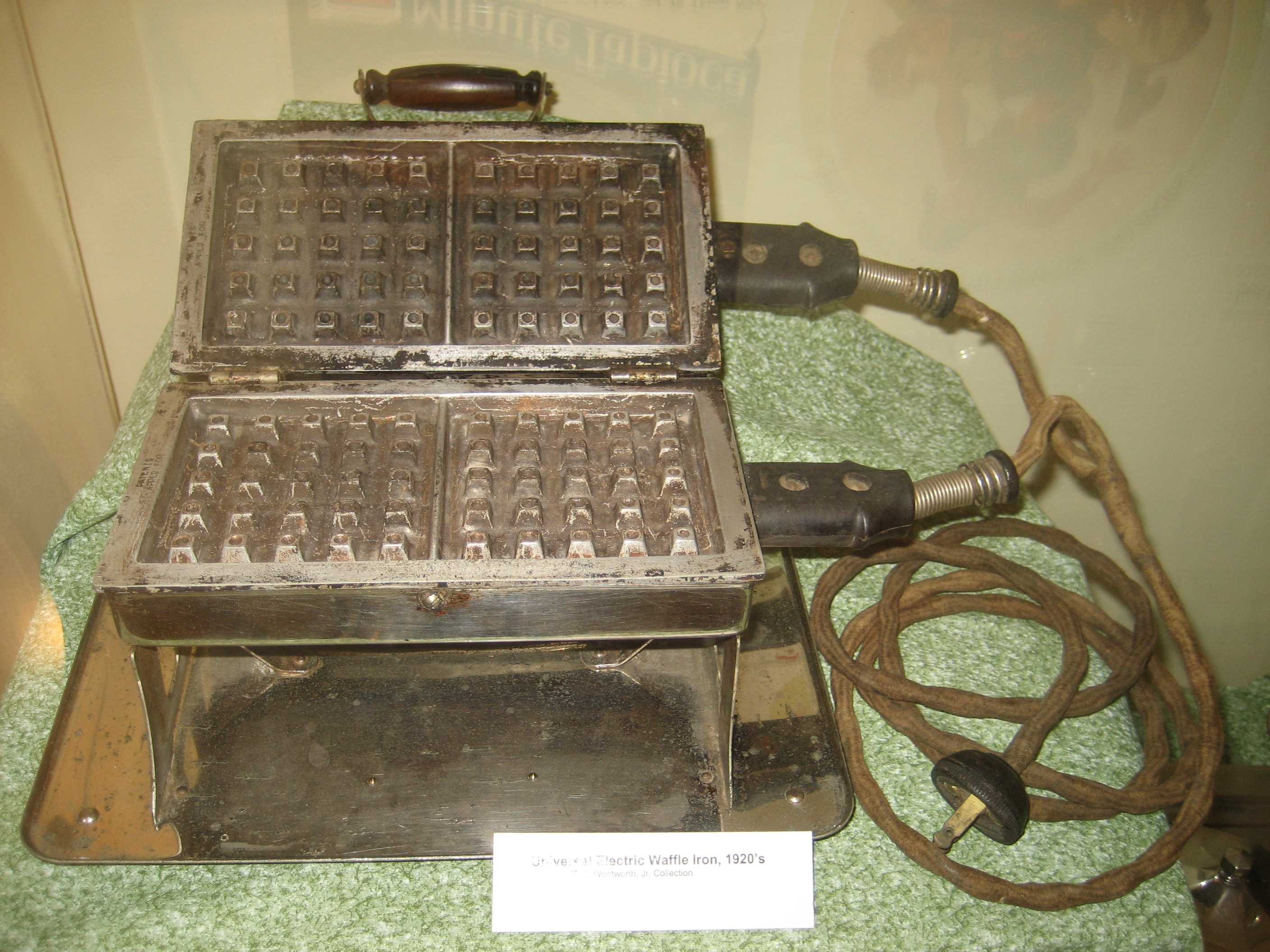
Moule à gaufres électrique circa 1920, Musée d'Histoire de Pensacola, Floride.

Des moules à gaufre ronds, dépourvus de décoration, ont été retrouvés dans des sépultures des VIIe et Xe siècles de femmes vikings en Suède et Norvège.
On trouve de nombreuses mentions de gaufriers dans les inventaires médiévaux, et de très nombreux musées en gardent de beaux exemplaires.
Au XVIIe siècle, les émigrés hollandais amènent les gaufriers au Nouveau Monde.
Au XIXe siècle, l'Américain Cornelius Swarthout fait breveter un exemplaire à poser sur un poêle à bois ou à gaz.
En 1911, la firme General Electric présente son premier gaufrier électrique. Bien que l'aspect global de la machine ait changé depuis lors, sa fonction de base et son design intérieur sont restés semblables.
En 1956, René Lagrange à Saint-Genis-Laval, près de Lyon, invente le premier gaufrier électrique à plaques interchangeables.

## Typologie, matière et décor

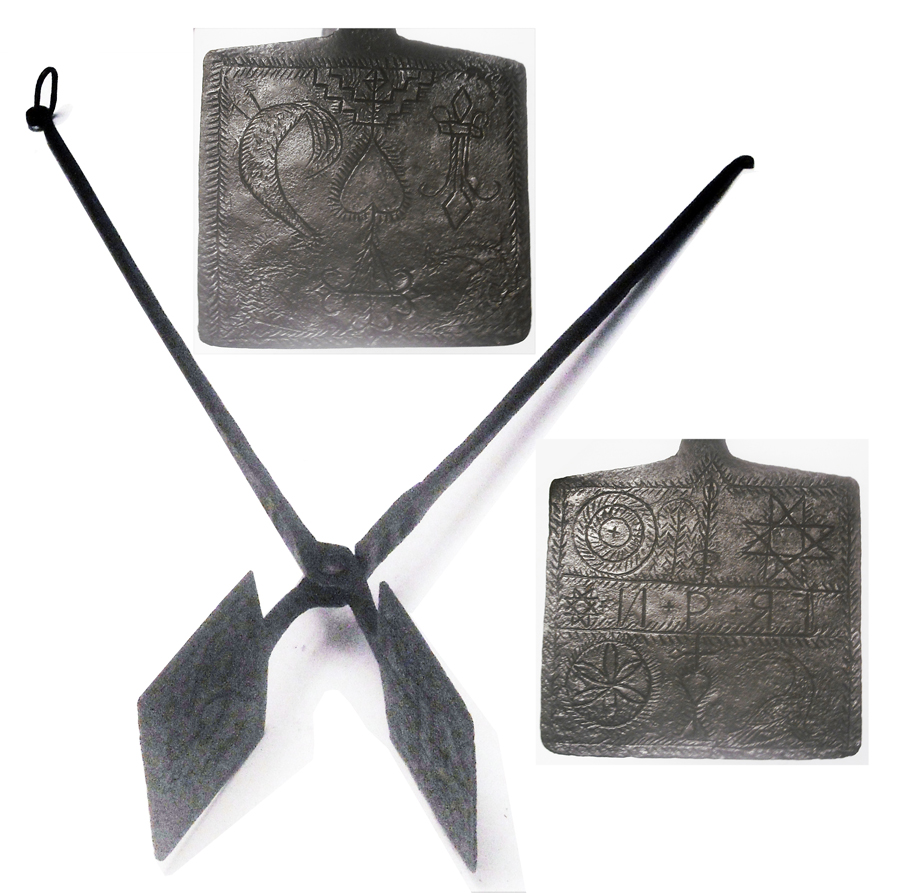
Fer à gaufre ou à oublie avec détail des palettes, Musée de la Gourmandise, Hermalle-sous-Huy.

Les fers à gaufres anciens, en forme de pince avec deux longues branches formant poignées, sont à
- deux palettes plates, pour gaufre à pâte sèche ;
- une palette à rebord sur lequel s'encastre l'autre palette, pour gaufre plus épaisse ;
- deux palettes à rebords qui se referment l'une contre l'autre, comme pour les gaufriers contemporains.

La forme circulaire initiale a continué à exister parallèlement à des formes carrée, rectangulaire et ovale, la rectangulaire étant la plus souvent utilisée du Moyen Âge au XXIe siècle, car plus aisée à décorer que la ronde.
Selon Gilliers, dans Le Cannaméliste français, le gaufrier ordinaire en France est ovale et sans rebord tandis que le « gaufrier » à la flamande (Belgique) et du Ost Belgien (Belgique) est rectangulaire et à rebord.
Les moules sont d'abord de fer puis, vers la fin du XVIIIe siècle, en fer ou fonte de fer. Au XXe siècle, le métal des moules devient l'aluminium, et les résistances électriques y sont noyées ; dans certains modèles plus récents, les résistances ne sont plus noyées, ce qui rend les plaques démontables pour faciliter le nettoyage. Les plaques sont aussi couvertes d'un revêtement antiadhésif, ce qui permet de limiter la quantité d'huile avant de verser la pâte et facilite aussi le nettoyage.
Le décor est extrêmement variable jusqu'au XXe siècle et présente des attributs ou des scènes religieuses, des rinceaux ou fleurs de lys, des paysages, des armoiries individuelles, de villes ou de province, des scènes de la vie rurale ou des scènes de chasse, des évènements, et même des scènes d'amour.
Il utilise fréquemment l'arbre de vie, les étoiles, chardons, raisins, roses, oiseaux, rosace, coq, lune et soleil, tous éléments ayant une valeur symbolique.
Des initiales s'y ajoutent parfois et le travail est d'autant plus soigné que le propriétaire est fortuné. En 1860, un fer courant coûte 10 francs en France, ce qui représente 3 mois de salaire d'un ouvrier ; l'achat d'un fer pour la maisonnée constitue donc un évènement dans la vie d'une ménagère. Le gaufrier ne fait partie du trousseau de la future mariée que dans les classes aisées. Ses deux faces internes sont très souvent différentes, même pour les moules à hosties qui ont pour thèmes principaux les monogrammes IHS et IHC, l'Agneau pascal et les scènes religieuses comme la Flagellation, la Crucifixion, etc.
Jusqu'à la fabrication industrielle en série, on peut distinguer les gaufriers des campagnes, forgés par le forgeron, et ceux des villes dont les palettes sont gravées par des ciseleurs, serruriers, ou graveurs héraldiques et présentent un décor plus raffiné.
Le décor à creux profonds va devenir un simple quadrillage, fort apprécié des marchands forains car, non marqué temporellement par un dessin ou un symbole marquant une fête religieuse, il peut être utilisé toute l'année. C'est ce type de décor que l'on retrouve très majoritairement dans les moules à gaufre ménagers, électriques ou non, des XIXe siècle, XXe et XXIe siècles. Les gaufriers à petits carreaux sont typiques des gaufrettes de Nouvel An de la Flandre occidentale, ceux à grands carreaux des gaufres de Liège et Bruxelles. Ces derniers relèvent d'appareils qui forment des gaufres épaisses, ce qui détermine aux États-Unis le nom de « gaufre belge », même si la recette est américaine.

## Utilisation

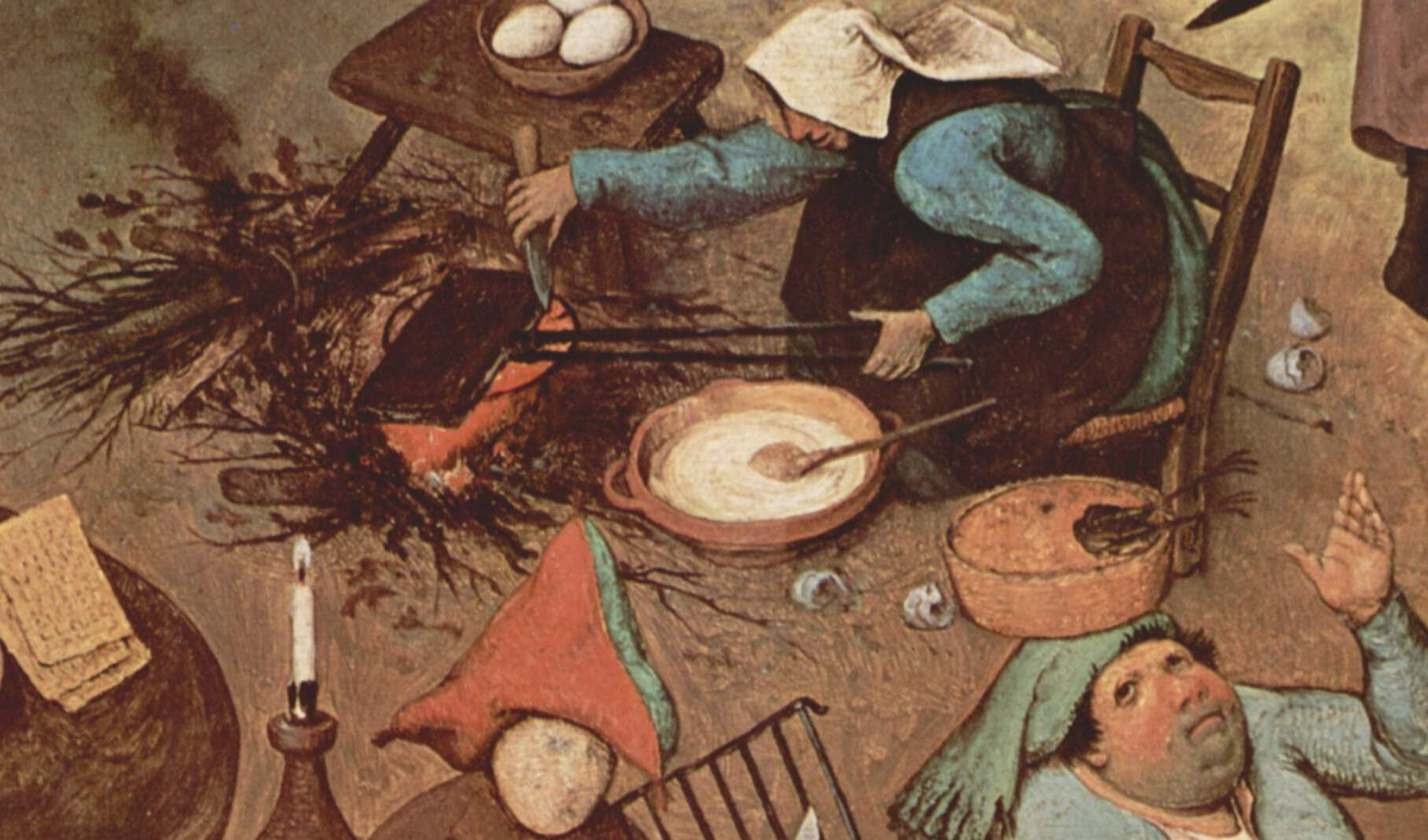
Détail du tableau de Pieter Brueghel l'Ancien, Le Combat de Carnaval et Carême, 1559. On y voit une femme maintenir le fer sur la flamme.

À l'origine, le fer était posé sur une servante à trois pieds écartés, elle-même placée sur une flamme vive. Il est ensuite placé sur la flamme du réchaud ou de la gazinière avant d'être chauffé lui-même par une résistance électrique et de devenir indépendant du feu.
Avant cette dernière étape, l'utilisation du gaufrier était difficile et réclamait un vrai tour de main car il fallait retourner l'appareil à temps pour permettre de cuire à cœur tout en dorant chaque face de la pâtisserie ; il était également indispensable de se munir de gants ou d'utiliser un linge de protection en raison de la chaleur du feu et des fers.
La pâte pouvait, et peut être encore, liquide ou solide ; la première est versée à la cuillère ou à la louche, la seconde est formée de petits pâtons, plus ou moins sphériques ou cylindriques de 15 cm de long, que l'on dépose sur l'une des plaques du gaufrier. Au XXIe siècle, on trouve des pâtons frais ou surgelés dans le commerce.

## Symbolisme
Le fer à gaufre, ou à oublie, figure comme symbole sur le revers de méreaux des pâtissiers-gaufriers du XVe siècle (l'avers représentant Saint-Michel).

## Politique
Wafelijzerpolitiek (littéralement politique du fer à gaufre) est le nom donné par les néerlandophones au système belge de compensations instauré en 1988 pour la répartition des fonds entre les deux grandes régions du pays, la Région flamande et la Région wallonne. Un exemple en est le soutien à la firme wallonne Sonaca en compensation aux 3 milliards et demi injectés par le gouvernement dans la banque flamande KBC.

## Usages non culinaires
Bill Bowerman a eu l'idée de fondre des semelles de chaussures à l'aide d'un moule à gaufres. L'idée fut reprise à plus grande échelle pour produire la Waffle (gaufre) de Nike.
Moule à gaufres est aussi l'une des injures favorites du capitaine Haddock. Selon Albert Algoud, Hergé aurait utilisé une ancienne expression populaire désignant un visage marqué par la petite vérole.